# Birkerød (stacja kolejowa)
Birkerød – stacja w Birkerød na trasie Kopenhaga – Hillerød, Obsługiwana przez linię Nordbanen, stacja sieci metropolitalnej S-tog. Obsługuje 8791 pasażerów rocznie (2004). W momencie budowy stacji, znajdowała się ona poza miastem, na wzgórzu, co miało ułatwić start pociągom.